# Wucheng, Dezhou
Wucheng är ett härad som lyder under Dezhous stad på prefekturnivå i Shandong-provinsen i norra Kina. Det ligger omkring 100 kilometer nordväst om provinshuvudstaden Jinan. 